# Seč (Chrudimi járás)
Seč település Csehországban, a Chrudimi járásban. Seč Běstvina, Bojanov, Horní Bradlo, Třemošnice, Vápenný Podol, Rušinov, Klokočov és Jeřišno településekkel határos. Lakosainak száma 1835 fő (2024. január 1.).

## Népesség
A település lakosságának változását az alábbi diagram mutatja:
| Lakosok száma | 3263 | 3103 | 2841 | 1914 | 1790 | 1707 | 1684 | 1720 | 1738 | 1835 |
|               | 1869 | 1890 | 1921 | 1950 | 1980 | 2001 | 2017 | 2019 | 2022 | 2024 |